# K-571 Krasnoyarsk
El K-571 Krasnoyarsk es un submarino de misiles de crucero de propulsión nuclear de la clase Yasen de la Armada rusa. Es el tercer submarino del proyecto Yasen-M. Se realizaron cambios considerables en el diseño inicial del proyecto Yasen. Las diferencias en el proyecto parecen ser suficientes para considerarlo como una nueva versión mejorada de Yasen-M (ruso: Ясень-М). El submarino lleva el nombre de la ciudad de Krasnoyarsk.

## Diseño
El proyecto del submarino fue desarrollado en el Malachite Design Bureau de San Petersburgo. La armada rusa declaró que el submarino será mejorado en comparación con el Severodvinsk, el primero de su clase.
En comparación con el Severodvinsk, el primero de su clase, el Kazan el Novosibirsk y el Krasnoyarsk son unos 40 pies (12 m) más cortos, lo que resultó en la eliminación de una matriz de sonar de la proa del primero. Según un analista naval, era probable que la intención fuera reducir los costes de construcción sin reducir significativamente las capacidades del submarino. El Novosibirsk también incluirá un reactor nuclear con un sistema de enfriamiento de nuevo diseño.

## Construcción
El 30 de julio de 2021, el Krasnoyarsk salió de la sala de construcción y posteriormente se lanzó al agua. El futuro comandante del submarino, el capitán de segundo rango Ivan Artyushin, como manda la tradición rompió una botella contra el casco del submarino. En febrero de 2022, el Krasnoyarsk comenzó las pruebas de amarre. Las pruebas de mar comenzaron el 26 de junio. Se espera que el submarino entre en servicio en 2023. Según se informa, lanzó misiles de crucero durante las pruebas estatales en noviembre de 2023.

## Historial de servicio
Entró en servicio el 11 de diciembre de 2023 y fue transferido a la Flota del Pacífico (Rusia) en septiembre de 2024.